# Афродіта
Афроді́та (дав.-гр. Αφροδίτη, Aphrodítē, МФА: [a.pʰro.dǐː.tɛː]; грец. Αφροδίτη, МФА: [a.froˈði.ti]) — у давньогрецькій міфології богиня краси та любові. Одна із 12 верховних олімпійських богів, які мешкають на Олімпі. Цариця німф і харит. Остання дочка небесного бога Урана; за іншою версією — донька Зевса. Дружина бога ковальства і майстерності Гефеста. Відома численними романами з богом війни Аресом, богом-вістуном Гермесом та іншими. Мати бога кохання Ероса; серед інших дітей — Фоб, Дейм, Гармонія, Антерос, Гермафродит, Роде, Ерікс, Пейто, Тіхе, Евномія, Харити, Пріап, Еней. У римлян відома як Венера. Головний і найстаріший центр вшанування — храм Афродіти Кітерійської (VI ст. до н. е.) на острові Кітера.
Афродіта була однією з трьох богинь, ворожнеча між якими призвела до початку Троянської війни, і вона відіграла головну роль у всій «Іліаді». Афродіта представлена у західному мистецтві як символ жіночої краси і з'явилася в численних творах західної літератури. Вона є головним божеством у сучасних неоязичницьких релігіях, зокрема в церкві Афродіти, Вікки та Еллінізму.

## Ім'я та епітети
За Гесіодом, Афродіта народилася з морської піни, коли в море впали краплі крові і сперми оскопленого Кроносом Урана. Звідси етимологічний зв'язок імені богині з грец. aphros — піна, але більшість сучасних учених вважають це хибною народною етимологією. Ранні дослідники класичної міфології робили спроби довести, що ім'я Афродіти має грецьке або індоєвропейське походження, але тепер ці намагання здебільшого були полишені. Вважається, що ім'я Афродіти має негрецьке, ймовірно, семітське джерело, але його точне походження неможливо визначити.
Науковці кінця ХІХ і початку ХХ століть, приймаючи етимологію «піни» Гесіода як справжню, проаналізували другу частину імені Афродіти як * -odítē «мандрівниця»  або * -dítē «світла». З останніх досліджень, Майкл Джанда, також приймаючи етимологію Гесіода, стверджував на користь останньої з цих інтерпретацій і заявляв, що історія народження з піни є індоєвропейським міфом. Так само Кшиштоф Томаш Вітчак пропонує індоєвропейську сполуку *abʰor- «дуже» та *dʰei- «світити», також посилаючись на Еос, а Деніел Келліган інтерпретував її ім'я як «та, що світить з туману/піни». Інші вчені стверджують, що правдивість цих гіпотез малоймовірна, оскільки атрибути Афродіти повністю відрізняються від атрибутів як Еос, так і ведичного божества Ушас.
В «Іліаді» Афродіту названо з епітетами: Переможниця (Нікефорос), Войовнича (Арея), Царствена (Басілея), Покровителька троянців.
З розповіді Гесіода про народження Афродіти з шумовиння морських хвиль, виникає уявлення про неї як про покровительку мореплавства; звідси епітети: Талассія, Пелагія (Морська), Анадіомена («Та, що виходить з морської піни») тощо. Під впливом фінікійського пантеону Афродіта зближується з Астартою і стає богинею пристрасті й хтивості. В Афінах шанували Афродіту Пандемос (Усенародну), що як покровителька шлюбу вважалась уособленням єдності народу. Згодом її перевели в ранг Афродіти Гетери, а в Коринфі й Ефесі вона мала навіть наймення Порне (тобто, повія). Останній епітет походить від того, що жриці Афродіти, наприклад, у Коринфі, займалися храмовою проституцією. Такій богині протиставляється Афродіта Уранія (Небесна), якій віддавали особливу шану в Сікіоні й Аргосі, де вона ототожнювалась із старшою з трьох мойр.

## Міфи

### Народження

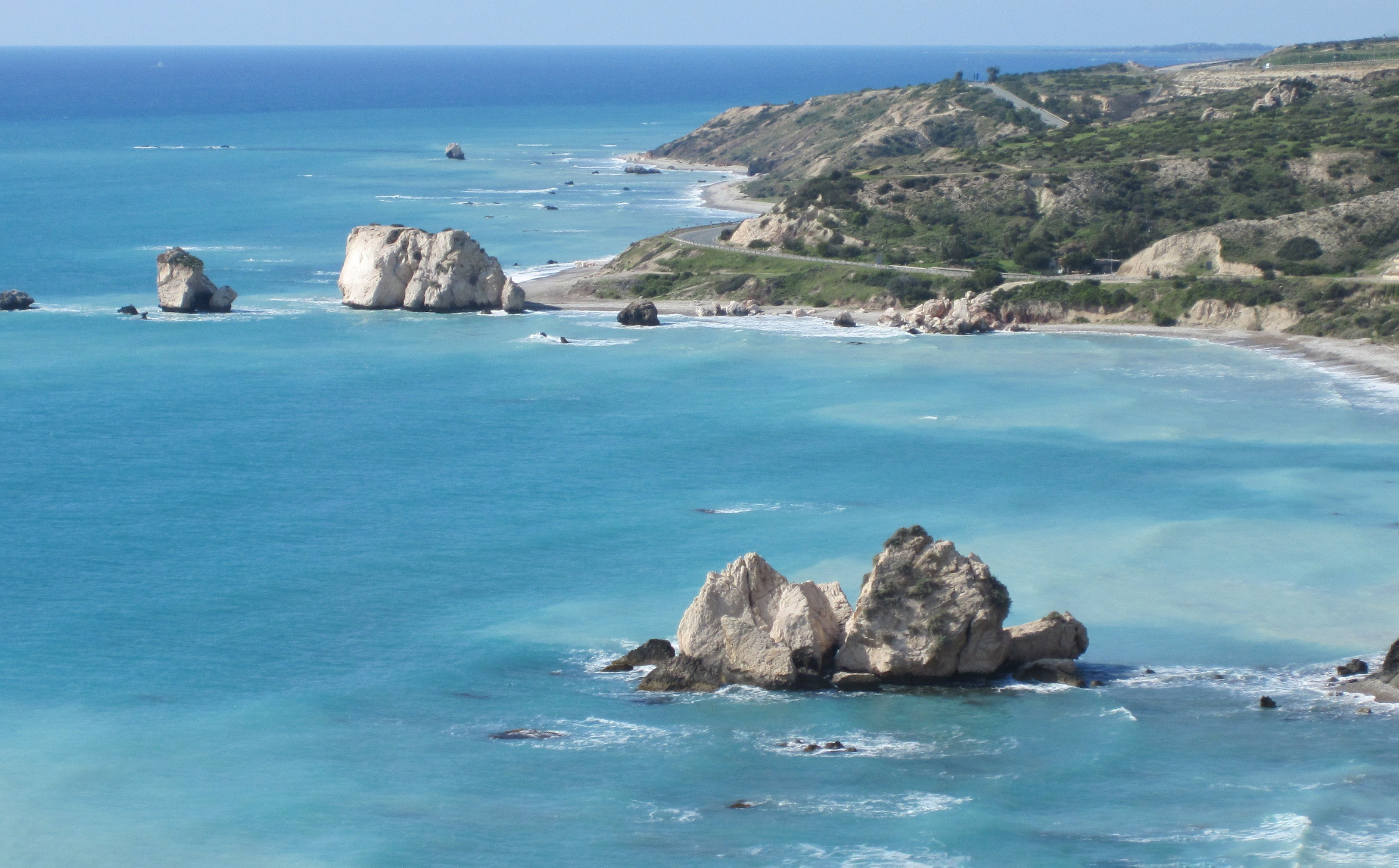
Місце народження Афродіти — Петра-ту-Роміу біля села Куклія, що внесене до списку Всесвітньої спадщини ЮНЕСКО

Згідно з Гесіодом, коли Кронос оскопив свого батька Урана і викинув його геніталії в море, вода спінилася. З піни виникла оголена Афродіта на морській раковині та на ній припливла до берега. Спочатку новонароджена богиня опинилася на острові Кітера. Місцем народження богині вважають скелю Петра-ту-Роміу біля села Куклія близько 16 км від міста Пафос на середземноморському острові Кіпр.
| Оригінал |  | Переклад |
| --- |  | --- |
| 188] μήδεα δ᾽ ὡς τὸ πρῶτον ἀποτμήξας ἀδάμαντι 189] κάββαλ᾽ ἀπ᾽ ἠπείροιο πολυκλύστῳ ἐνὶ πόντῳ, 190] ὣς φέρετ᾽ ἂμ πέλαγος πουλὺν χρόνον, ἀμφὶ δὲ λευκὸς 191] ἀφρὸς ἀπ᾽ ἀθανάτου χροὸς ὤρνυτο· τῷ δ᾽ ἔνι κούρη 192] ἐθρέφθη· πρῶτον δὲ Κυθήροισιν ζαθέοισιν 193] ἔπλητ᾽, ἔνθεν ἔπειτα περίῤῥυτον ἵκετο Κύπρον. 194] ἐκ δ᾽ ἔβη αἰδοίη καλὴ θεός, ἀμφὶ δὲ ποίη 195] ποσσὶν ὕπο ῥαδινοῖσιν ἀέξετο· τὴν δ᾽ Ἀφροδίτην 196] ἀφρογενέα τε θεὰν καὶ ἐυστέφανον Κυθέρειαν |  | 187] ...Божеський член, вперве вістрям відтятий, 188] Впав із облитого хвилями берега в темнеє море, 189] Довго носили його морські хвилі, аж поки на тому 190] Тілі безсмертному білая піна насіла, а з неї 191] Вийшла богиня нова; приплила вона зразу в Кітеру, 192] Потім до берега Кіпру, облитого морем, допливши, 193] Вийшла з води там прегарна богиня, а де лиш ступила, 194] Від її ніг зацвітали цвітки. От тому Афродіта 195] Зветься вона, що родилася з моря, і звесь Кітерея, |

### Подорожі
Побачивши, що він надто малий для життя, Афродіта відплила до Пелопоннесу, а потім до міста Пафос, що на Кіпрі. Саме там згодом виникло її головне святилище. Де Афродіта ступала по землі, виростали трави і квіти, а навколо літали голубки і горобці. Дочки Феміди, Пори Року, побачивши Афродіту, поспішили на Кіпр одягнути і заквітчати богиню. Також існують перекази, згідно яких Афродіта була дочкою Зевса і Діони.

Афродіта стала богинею кохання і краси та отримала чарівний пояс або ремінь. Жінка, людина чи богиня, котра носила його, могла закохати в себе будь-якого чоловіка. Часом Афродіта давала пояс іншим богиням, зокрема Гері, щоб та втихомирювала гнів свого чоловіка Зевса.

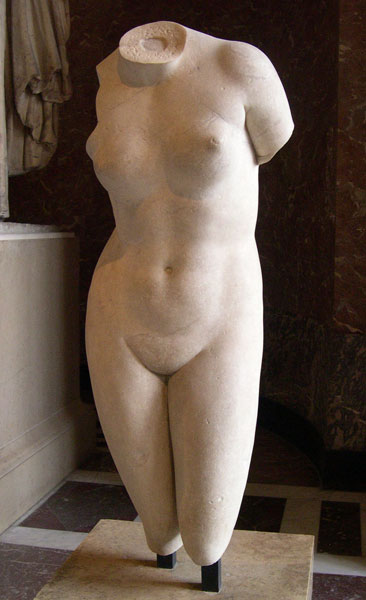
Афродіта Кнідська

Зевс, що згодом став названим батьком Афродіти, видав її заміж за бога-коваля Гефеста, але вона часто зраджувала йому з богом війни Аресом. Від нього і народила трьох дітей: Фобоса, Деймоса і Гармонію. Гефест довго не здогадувався про невірність дружини, поки вона не затрималася з Аресом надовго у храмі у Фракії, де їх побачив бог сонця Геліос і не розповів усе Гефесту. Бог-коваль замислив помститися та викував тонку, проте напрочуд міцну, бронзову сітку. Її він залишив на своєму ложі, коли Афродіта вкотре зляглася з Аресом, сітка непомітно обплутала їх. Гефест покликав усіх богів подивитися на осоромлених коханців і заявив, що не звільнить Афродіту, поки Зевс не поверне йому всіх коштовних весільних подарунків. Але Зевс засудив Гефеста, назвавши негідним вчинком виставляти напоказ невірність дружини, та відмовився повертати йому дари. Цим скористався Посейдон, котрий, побачивши оголену Афродіту закохався в неї та пообіцяв примусити самого Ареса за звільнення коханців повернути подарунки. Гефест погодився, але за умови, що коли Посейдон не зуміє цього зробити, то сам мусить опинитися в сітці замість Ареса. Бога війни було відпущено, а Афродіта вирушила на Пафос, де омилася в морі й відновила свою цноту.
Після цього Афродіта народила від Гермеса Гермафродита, а Посейдону в подяку за її звільнення — Рода і Герофіла. Арес не дотримався угоди і не повертав дари, але й Гефест передумав забирати їх. Згодом Афродіта зляглася з Діонісом, що Гера не могла стерпіти і покарала Афродіту за безладні зв'язки. Вона народила бога Пріапа, що мав величезні геніталії, які не міг приховати і мусив завжди мати непристойний вигляд.
Хоча Зевс ніколи не ділив ложа з Афродітою, вона приваблювала його через силу свого поясу. Не в змозі протистояти хтивим думкам, Зевс задумав принизити Афродіту. Він наслав на неї кохання до смертного царя народу дарданів Анхіса. Явившись цареві в образі принцеси, Афродіта звабила його і провела з ним ніч, а на ранок розкрила, що є богинею. Афродіта взяла обіцянку нікому не розповідати про це. Наляканому Анхісу вона зі свого боку пообіцяла, що його син стане знаменитим. Але Анхіс в колі друзів став вихвалятися, що переспав з богинею. Почувши це, Зевс кинув у зухвальця блискавку. Афродіта відбила її поясом і блискавка влучила під ноги. Після цього цар лишився живим, але ніколи більше не міг ходити. Афродіта народила від нього героя Енея, але більше не зустрічалася з Анхісом.
Одного разу дружина царя Кініра стала вихвалятися, що її дочка Смірна прекрасніша за саму Афродіту. Богиня кохання покарала її, пробудивши в Смірни потяг до рідного батька. Коли цар був п'яний, Смірна зляглася з ним. Той, протверезівши і побачивши, що відбулося, схопився за меч і Смірна мусила рятуватися втечею. Коли батько наздогнав дочку, Афродіта перетворила Смірну на миррове дерево. Кінір розрубав його надвоє і з дерева виник Адоніс, якого Афродіта передала Персефоні. Коли Адоніс виріс, Афродіта і Персефона стали сперечатися чиїм коханцем він стане. Зевс розсудив їх, постановивши аби Адоніс третину року проводив з однією, третину — з іншою, а ще третину як забажає сам. Та Афродіта, користуючись чарівним поясом, змусила Адоніса більшість року бути з нею. Персефона звернулася до Ареса щоби той встановив справедливість. Бог війни обернувся на вепра і роздер Адоніса, котрий помер і спустився в Царство Мертвих, до Персефони. Також існували оповіді, що Адоніса роздер Аполлон за образу Афродіти. З метою викликати в Адоніса ревнощі, Афродіта віддалася аргонавту Буту, від якого народила царя Ерікса. Від Адоніса вона зуміла зачати Голга, що заснував місто Голги і Берою, котра заснувала Берої.
Хоча Афродіта керувала коханням, одного разу вона сіла прясти. Афіна, назвавши це втручанням у довірені їй справи, пригрозила покинути свої обов'язки. Вибачившись, Афродіта відтоді не бралася за жодну роботу.
Коли Дексікреон скористався її порадою як розбагатіти, то в подяку збудував храм Афродіти на Самосі.

## Культ Афродіти

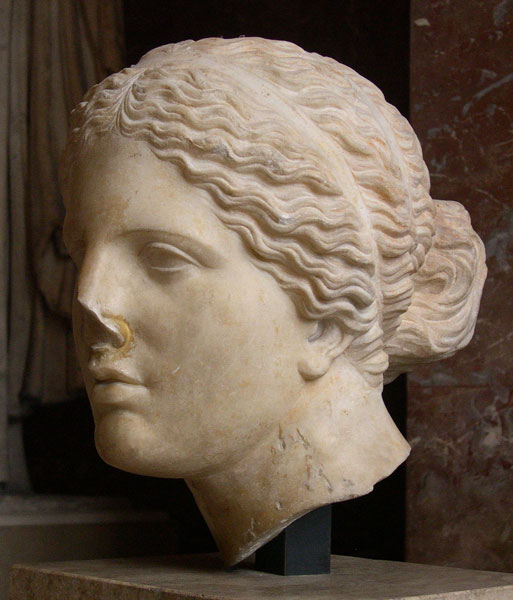
Афродіта Кнідська

Свято Афродіти відзначалось, як правило, весняної ночі в садах і супроводжувався співом і танцями. Давні греки вважали, що богиня не любить кривавих жертвопринесень, тому для неї спалювали пахуче зілля й приносили у жертву троянди, яблука, гранати й мирти, та тільки зрідка вбивали жертовних тварин. Культ Афродіти значною мірою походить від культу фінікійської богині Астарти, яка споріднена зі східно-семітською богинею Іштар, чий культ був заснований на шумерському культі Інанни. Основними культовими центрами Афродіти були Кітера, Кіпр і Коринф. У Спарті Афродіті поклонялися як богині-воїну. Вона також була богинею-покровителькою повій.
У давньогрецькому мистецтві тип зображень Афродіти зазнав багатьох змін. Перші пластичні втілення богині, як і її культ, проникли в Грецію з Кіпру, однак їхнє походження слід шукати у Вавилоні, Халдеї й Сузіані, де віддавали шану божествам, за значенням близьким до грецької Афродіти, і звідки дійшли до нас теракотові статуетки богині, винуватиці зародження й розмноження всього живого. Статуетки зображують богиню голу, прикрашену головним убором, намистами й браслетами, або у вигляді жінки, яка руками тисне груди для того, щоб з них полилося молоко (одна із статуеток Луврського музею). За посередництвом фінікійців цей тип статуй Афродіти занесено з Азії на Кіпр, про що свідчать кілька репродукцій, знайдених на острові. Азійське походження мають і ті кіпрські статуетки, на яких богиню зображено в довгому вбранні, з яблуком або квіткою в правій руці (ліва рука схована під одягом біля грудей). Античне грецьке мистецтво довго перебувало під впливом цих творів, але згодом внесло в скульптуру суто еллінську сувору грацію.
Можливо, спочатку Греції була відома лише Афродіта Уранія (Небесна), влада якої поширюється на всю природу і яка, за висловом Евріпіда, несе на землю любов і родючість. Афродіта Уранія була уособленням фізичної сили природи і як богиня небесного начала мала також епітет Акрайя (Гірська). Під цим іменням її шанували на Кіпрі, в Кніді, Коринфі, Аргосі, на горі Фріку (в Сицилії) та ін. Культ богині відзначався простотою. В Еліді була статуя роботи Фідія: богиня в образі жінки наступає однією ногою на черепаху (символ домовитості). Поряд з нею друга статуя, що належала Скопасові; вона зображувала богиню, яка сидить на цапові (цап був символом хтивості). У цій суперечливості відтворено властивості Афродіти Уранії як покровительки, з одного боку, чистого кохання й сімейного начала, з другого — хтивості й тілесних насолод (Афродіта Пандемос).
Крім того, Афродіта Уранія вважалася богинею садів, квітів, весни, одним словом — живих рослинних сил і родючості; До попередніх уявлень про богиню згодом приєднується поняття про її чарівну вроду, проте навіть у V ст. до н. е. грецька пластика лишається вірна суворому архаїчному типові. У міру того, як мистецтво греків ставало менш релігійним, іконографічний тип богині втрачав свою суворість, робився привабливішим, більш почуттєвим. Сама її особистість роздвоїлась і поряд з попередньою Афродітою Уранією з'явилась інша — Афродіта Пандемос (Усенародна), яка уособлювала любострасність і хтивість. Поступових видозмін зазнав також іконографічний тип Венери: від Венери Мілоської до скульптур, виконаних за типом Праксітелевої голої Афродіти Кнідської.
Культ Афродіти був перенесений до Риму, де її ототожнювали з Венерою; можливо, культ богині перейшов туди з Сицилії, де дуже рано був споруджений храм Афродіти Еріцінської. Староримська Венера була богинею садів, весни, зростання і розквіту; згодом Венера в Римі набуває всіх епітетів Афродіти і крім іншого стає покровителькою морських подорожей. Цезар і Август особливо піклувалися культом Венери як матері (через Анхіса й Енея) римського народу і роду Юліїв. У Ашкелоні її ототожнювали з Астартою, Тіхе та Фортуною. Вшанування Афродіти заборонив імператор Костянтин Великий, але воно протрималося ще до 535 року.
Створений античним мистецтвом тип Афродіти-Венери був відновлений в епоху Відродження. У живописі особливою популярністю користувалися сцени, пов'язані з Адонісом, Аресом, Гефестом, Парісом, а також тема народження Афродіти (Сандро Боттічеллі, Тіціан, Рубенс, Антоніс ван Дейк). Серед художників нового часу до міфів про Афродіту зверталися Жан Енгр, Беклін Арнольд, Ансельм Фейєрбах, скульптори Бертель Торвальдсен, Арістид Майоль та ін. Ці ж теми, особливо міф про Афродіту й Адоніса, розроблялись і в музиці (Паоло Сакраті, Джон Вівер, Карл Орф). І досі образ Афродіти не втратив своєї привабливості для митців, які в цьому образі втілюють уявлення сучасників про жіночу вроду і грацію.

## Сім'я
- Батько: Уран або Зевс
- Мати: Діона або Гера
- Брати/сестри: Меліади, Еринії, Гіганти
- Чоловік: Гефест
- Діти:
  - Ерос
  - Фоб
  - Дейм
  - Гармонія
  - Антерос, Гермафродит
  - Рода
  - Ерікс
  - Пейто
  - Тіхе
  - Евномія
  - Харити
  - Пріап
  - Еней

## В українській літературі
У творчості Максима Рильського Афродіта згадується найчастіше з-поміж образів античної міфології. Вона фігурує в збірках «Синя далечінь», «Крізь бурю й сніг», «Де сходяться дороги», «Знак терезів» як у порівняннях, так і сюжетах про античність.